# Liste von Flüssen im Bundesstaat Amazonas
Die Liste von Flüssen im Bundesstaat Amazonas nennt Flüsse in der Nordregion von Brasilien, die im Gliedstaat Amazonas liegen.

## A
- Rio Abunã
- Rio Acari
- Rio Abacaxis
- Rio Amazonas
- Rio Aripuanã

## B
- Rio Babonã
- Rio Branquinho

## C
- Rio Canumã
- Carhuasanta
- Rio Coari
- Rio Curuçá

## G
- Rio Guaribe

## I
- Rio Içá
- Rio Ituí
- Rio Ituxi

## J
- Rio Jandiatuba
- Rio Japurá
- Rio Jaracui
- Rio Javari
- Rio Juruá
- Rio Juruena
- Rio Jutaí

## M
- Rio Madeira
- Rio Manacapuru

## N
- Rio Negro
- Rio Nhamundá

## P
- Rio Pitinga
- Rio Purus

## R
- Rio Roosevelt

## S
- Rio Solimões

## T
- Rio Tapauá
- Rio Tarauacá
- Rio Tefé

## U
- Rio Uatumã
- Rio Uruará
- Rio Urubu

## V
- Río Vaupés